# Asa Jackson
Asa Jackson, detto Ace (Sacramento, 2 dicembre 1989), è un giocatore di football americano statunitense che gioca nel ruolo di cornerback nella National Football League (NFL). Fu scelto nel corso del sesto giro (169º assoluto) del Draft NFL 2012 dai Baltimore Ravens. Al college ha giocato a football a Cal Poly.

## Carriera professionistica

### Baltimore Ravens
Il 28 aprile 2012, Jackson fu scelto nel corso del sesto giro del Draft 2012 dai Baltimore Ravens. Nella sua prima stagione disputò 3 partite, nessuna come titolare, mettendo a segno un tackle. L'11 dicembre 2012 fu sospeso dalla lega per quattro partite per abuso di sostanze vietate. I Ravens nei playoff eliminarono nell'ordine Indianapolis Colts, Denver Broncos e New England Patriots vincendo il Super Bowl XLVII contro i San Francisco 49ers.
Il 2 agosto 2013, Jackson violò nuovamente le regole NFL sulle sostanze stupefacenti e fu sospeso per altre 8 gare della stagione 2013, in cui riuscì a disputare gare senza far registrare alcuna statistica.

## Palmarès
- Super Bowl : 1

Baltimore Ravens: Super Bowl XLVII
- American Football Conference Championship: 1

Baltimore Ravens: 2012